# Bitis rhinoceros
Bitis rhinoceros es una especie de víbora venenosa que es endémica de África Occidental se distingue de una subespecie denominada B. gabonica gabonica principalmente por la presencia de un par de grandes cuernos nasales.